# Bombosceles cyanomyia
Bombosceles cyanomyia är en fjärilsart som beskrevs av Edward Meyrick 1930. Bombosceles cyanomyia ingår i släktet Bombosceles och familjen glasvingar. Inga underarter finns listade i Catalogue of Life.